# Massimiano di Costantinopoli
Massimiano (IV secolo – 12 aprile 434) è stato un arcivescovo romano, arcivescovo di Costantinopoli dal 431 a 434. Il suo predecessore fu Nestorio, originario della Chiesa di Antiochia, deposto nel 431 al Concilio di Efeso per eresia. L'opera di Massimiano fu volta a riunire la Chiesa greca con la Chiesa di lingua siriaca, che al Concilio aveva difeso Nestorio.

## Biografia
Massimiano nacque a Roma da genitori ricchi e devoti. Nella prima parte della sua vita condusse vita monastica; la sua azione nel costruire, a proprie spese, tombe per conservare le reliquie di uomini santi gli aveva procurato una reputazione di santità. Sisinio di Costantinopoli lo ordinò presbitero.
Le vicende del primo Concilio di Efeso avevano causato una profonda divisione all'interno della cristianità. La Chiesa di Antiochia era fortemente legata a Nestorio, ma al Concilio ecumenico Nestorio fu condannato e deposto.
L'elezione del patriarca diede luogo a nuovi scontri. La lettera di Massimiano in cui annunciò al papa la sua successione è andata perduta, ma rimane quella a Cirillo di Alessandria, con il suo alto elogio sulla costanza di Cirillo nel difendere il dogma dell'unione di due nature in Cristo. Il neo patriarca convocò un sinodo che depose alcuni vescovi greci pro-Nestorio: Elladio di Tarso, Euterio di Tiana, Imerio di Nicomedia (metropolita) e Doroteo di Marcianopoli (metropolita). Essi erano di lingua greca, però appartenevano al gruppo del patriarca Giovanni di Antiochia, amico di Nestorio.
Era usanza per i neoeletti alle principali sedi episcopali d'inviare una lettera sinodale ai più importanti vescovi della cristianità, chiedendo conferma della loro comunione. Massimiano seguì gli ex arcivescovi, Giovanni Crisostomo, Attico e Sisinio, ed inviò la missiva sia ai vescovi occidentali sia ai vescovi orientali. Papa Celestino I gli scrisse in termini estremamente lodevoli sulla sua nomina.
La comunione invece fu rifiutata dal vescovo Elladio di Tarso e, probabilmente, anche da Euterio di Tiana, Imerio di Nicomedia e Doroteo di Marcianopoli, cioè i vescovi precedentemente deposti da Massimiano. Giovanni d'Antiochia approvò il diniego del vescovo di Tarso e lo lodò per aver rifiutato di inserire il nome di Massimiano nei dittici della sua chiesa. Massimiano dovette condurre una lunga opera di mediazione, che alla fine fu coronata dalla vittoria: i vescovi orientali riconobbero sia la sua elezione che la deposizione di Nestorio. Dopo quattro mesi Massimiano divenne patriarca "per volontà unanime del clero, dell'imperatore e del popolo".
Il problema successivo che dovette affrontare Massimiano fu la riunificazione tra Antiochia e Alessandria d'Egitto: le due chiese si erano divise sulla questione nestoriana e i due patriarchi, Giovanni di Antiochia e Cirillo di Alessandria, erano su posizioni diametralmente opposte. Massimiano lanciò un forte appello alla riunificazione. Papa Sisto III gli scrisse più volte, esortandolo ad estendere la sua carità a tutti coloro che avrebbe potuto riguadagnarla. Massimiano non risparmiò alcuno sforzo, e sebbene fosse in stretta armonia con san Cirillo, lo spinse fortemente a rinunciare ai suoi anatemi contro Nestorio, che apparivano un ostacolo insormontabile alla riconciliazione. Scrisse persino al segretario dell'imperatore Aristolao, molto interessato al raggiungimento della pace, quasi lamentandosi di non aver insistito abbastanza con Cirillo sulla questione, e al suo arcidiacono Epifanio.
L'armonia fu ripristinata. Giovanni d'Antiochia e gli altri vescovi orientali scrissero a Massimiano una lettera di comunione con la quale assicurarono il loro consenso alla deposizione di Nestorio. Anche Cirillo gli scrisse, attribuendo il felice esito alla forza delle sue preghiere. Una lettera di Aristolao a Massimiano, che quest'ultimo fece leggere in cattedrale ai fedeli, fu denunciata un falso da Doroteo di Marzianopoli, evidentemente perché prendeva le parti di Massimiano in modo deciso.
Massimiano morì in carica. Di tutte le sue lettere, è giunta fino a noi solo quella a san Cirillo.